# Koradur, Haveri
Koradur là một làng thuộc tehsil Haveri, huyện Haveri, bang Karnataka, Ấn Độ.